# Lapoutroie
Lapoutroie (en welche Lè Peutraille, en alsacià Schnierlàch) és un municipi francès, situat a la regió del Gran Est, al departament de l'Alt Rin. L'any 2014 tenia 1.887 habitants. Pertany a la zona welche d'Alsàcia.

## Demografia
| 1962  | 1968  | 1975  | 1982  | 1990  | 1999  | 2007  | 2014  |
| ----- | ----- | ----- | ----- | ----- | ----- | ----- | ----- |
| 1.661 | 1.712 | 1.794 | 1.911 | 1.981 | 2.104 | 2.049 | 1.887 |

## Administració
| Període   | Identitat         | Partit |
| --------- | ----------------- | ------ |
| 1977-2001 | Hubert Haenel     | UMP    |
| 2001-     | Jean-Marie Muller |        |

## Personatges il·lustres
- Marcel Adalbert Laurent (1913-1994) ciclista francès, vencedor de la cursa Bordeus-París